# 艾杜·泰奧尼
艾杜·泰奧尼（Alou Traoré，1974年11月6日—），生于巴馬科，現效力大不里士拖拉机。

## 球會生涯
他曾效力亞美尼亞球會佩歷克和Sorkhpooshan，他在2007-08賽季加盟沙巴，並有了良好的表現，獲球會延長他的合同，但在他的第二個賽季他不能得到較多機會而轉投大不里士拖拉机。

## 國際賽生涯
他曾代表馬里國家隊出戰2002年世界杯預選賽。

## 連結
- Alou Traoré player profile on Sorkhpooshan Delvar Afzar Official Site[永久]